# 灵溪郡
灵溪郡，中国唐朝时设置的郡。
武周天授二年（691年）分辰州地置溪州。唐玄宗天宝元年（742年），改溪州置灵溪郡。治所在大乡县（今湖南省永顺县东南老司城）。下辖大乡县、三亭县（今湖南省龙山县隆头镇），属黔中道。辖境相当今湖南省永顺县、龙山县。唐肃宗乾元元年（758年）复改为溪州。